# 闻人遂安
闻人遂安（？—？），又作闻人嗣安 ，吴郡（苏州）人，隋末唐初在江浙沪一带的盗贼和起义军首领。隋末天下大乱时与同乡的鹰扬郎将薛士通起兵割据一方。薛士通归降唐朝后自己独自率领部众活跃于昆山一代。最后受降于唐朝。

## 生平
闻人遂安在史书里记载的少之又少，大部分事迹只能从沈法兴和王雄诞的传记中找到。

### 与沈法兴的交道
闻人遂安早年不详，于隋末天下大乱时成为起义队伍，曾与薛士通活跃于吴郡附近，割据于昆山一代。在武德三年（620年），唐统一全国战争时，沈法兴被李子通追击。沈法兴于是求助闻人遂安，希望能到他那里得到庇护。闻人遂安随即同意并派出大将叶孝辩前去迎接。但叶孝辩到达后沈法兴心生悔意，想杀了叶孝辩后投靠会稽，但被叶孝辩识破。沈法兴为此感到愧疚而投江自杀。

### 归附唐朝
唐朝讨灭李子通后，唐朝归附将领杜伏威于武德四年（621年）派大将王雄诞攻打单打独斗的闻人遂安。但闻人遂安盘踞的昆山一代崇山峻岭，地势险要，易守难攻，双方很可能会陷入持久战。于是王雄诞亲自单骑前往闻人遂安的城池之前摆弄威严，并亲自为闻人遂安讲述了战与降的利与弊，希望闻人能够考虑。闻人遂安深思熟虑后决定率众人归降唐朝。唐高祖任命他为苏州总管。至此之后，闻人遂安便不见于史料中。